# Albert et Allen Hughes
Pour les articles homonymes, voir Hughes.
Albert Hughes et Allen Hughes sont des frères jumeaux producteurs, réalisateurs et scénaristes américains, nés le 1er avril 1972 à Détroit (Michigan).

## Biographie
Jumeaux à la ville, associés à la scène, Albert et Allen Hughes mènent en duo leur carrière cinématographique. Élevés caméra en main, les frères réalisent leurs premiers courts métrages à l'âge de 8 ans. Parmi eux, How to be a Burglar se retrouve sur les ondes de la chaîne de télévision locale. Si Albert se forme à l'audiovisuel à la LACC Film School, Allen poursuit quant à lui sa scolarité au lycée. Malgré leurs parcours distincts, leurs débuts au cinéma se font de concert.
Auteurs de vidéoclips musicaux - dont un posthume pour le tube Inner City Blues de Marvin Gaye - ils investissent les fonds récoltés dans leur premier long métrage. Menace II Society propulse non seulement les jumeaux sur la scène internationale, mais marque le début d'une thématique qui leur est chère : le quotidien de la communauté afro-américaine aux États-Unis, spécialement dans les ghettos. Efficace par sa complémentarité - Albert se charge de la forme et de la technique, Allen du fond et de la mise en scène - le tandem réitère en 1995 avec le drame policier 'Génération sacrifiée', qui prend place dans les années 1960 sur fond de guerre du Viêt Nam et de désenchantement de la population afro-américaine.
En 1999, les frères Hughes s'essaient au documentaire avec American Pimp dans lequel ils jettent la lumière sur le milieu de la prostitution.
En 2001, le revirement est total avec le fantastico-horrifique From Hell, dans lequel Johnny Depp enquête sur les traces de Jack l'Éventreur.
En 2010, c'est Denzel Washington que les frères choisissent pour leur retour sur grand écran dans Le Livre d'Eli, film d'anticipation où l'apocalypse survient après une ultime guerre mondiale. Également à la tête de la série télévisée Les Forces du mal, Albert et Allen Hughes jouent volontiers de plusieurs registres.

## Filmographie
Sauf mention contraire, les titres concernent les deux frères.

### Comme réalisateurs

#### Cinéma
- 1993 : Menace II Society
- 1995 : Génération sacrifiée (Dead Presidents)
- 1999 : American Pimp (documentaire)
- 2001 : From Hell
- 2009 : New York, I Love You (un segment) d'Allen Hughes
- 2009 : Le Livre d'Eli (The Book of Eli)
- 2013 : Broken City d'Allen Hughes
- 2018 : Alpha d'Albert Hughes

Prochainement
- date inconnue : What's Going On d'Allen Hughes [1]

#### Télévision
- 2004 : Les Forces du mal (série télévisée)
- 2005 : L'École des champions (Knights of the South Bronx) (téléfilm) (seulement Allen Hughes)
- 2017 : The Defiant Ones (série documentaire musicale) (seulement Allen Hughes)
- 2023 : The Continental : From the World of John Wick (série TV) (seulement Albert)

#### Clips
- 1996 : Inner City Blues (Make Me Wanna Holler) - Marvin Gaye (pour la resortie de l'album What's Going On)

- 2011 : I Need a Doctor - Dr. Dre feat. Eminem & Skylar Grey (seulement Allen)

### Comme producteurs
- 1993 : Menace II Society
- 1995 : Les Billets verts (Dead Presidents)
- 1999 : American Pimp
- 2001 : Scratch
- 2001 : From Hell
- 2004 : Les Forces du mal (Touching Evil) (série télévisée)
- 2023 : The Continental : From the World of John Wick (série TV) (seulement Albert)

### Comme scénaristes
- 1993 : Menace II Society
- 1995 : Les Billets verts (Dead Presidents)